# Roberta Maxwell
Roberta Farnham Maxwell (født 17. juni 1941) er en canadisk teater-, tv-, og filmskuespiller, der blandt andet har medvirket i Dead Man Walking, Philadelphia og Brokeback Mountain.

## Udvalgt filmografi
- 1980: Det glemte mord – Eva Lingstrom
- 1980: Skipper Skræk – Nana Oyl
- 1986: Psycho III – Tracy Venable
- 1993: Philadelphia – Judge Tate
- 1995: Dead Man Walking – Lucille Poncelet
- 1997: The Postman – Irene March
- 1998: Last Night – Mrs. Wheeler
- 2005: Brokeback Mountain – Mrs. Twist